# Ayeisha McFerran
Ayeisha McFerran (Larne, 10 januari 1996) is een Ierse hockeykeeper.
McFerran speelt sinds 2015 voor Louisville Cardinals en is in 2016 en 2017 verkozen in het All-American collegeteam. Daarvoor speelde ze bij Larne HC, Randalstown HC en Pegasus LHC.
McFerran maakte deel uit van het team dat tijdens het wereldkampioenschap van 2018 beslag legde op de zilveren medaille. Ze werd uitgeroepen tot beste keeper van het toernooi.